# Municipalidade da Cidade de Buenos Aires

A Municipalidade da Cidade de Buenos Aires (MCBA) foi a forma institucional da Cidade de Buenos Aires desde sua federalização em 1880 até que a reforma constitucional de 1994 a converteu em Cidade Autónoma. Até mediados do século XX foi oficial a denominação Municipalidade da Capital, aparecendo também as variantes da Capital da República, da Capital da Nação e da Capital Federal.
Tratava-se de um município autárquico com um Departamento Executivo a cargo de um intendente designado pelo Poder Executivo Nacional e um Concejo Deliberante eleito pela população local, ainda que a composição do corpo legislativo apresentou várias modificações no curso de sua existência. A Cidade de Buenos Aires contava ademais com representação em ambas câmaras do Congresso Nacional, ao igual que as províncias.

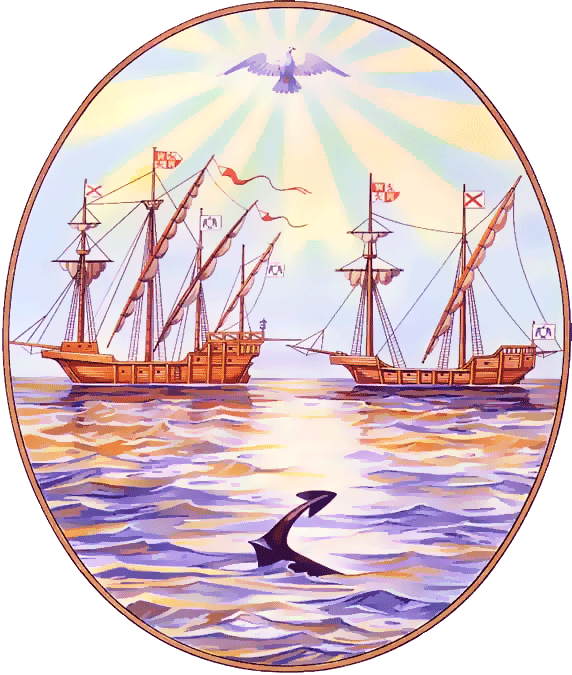
Escudo da cidade

## Antecedentes do governo local
Durante a administração colonial espanhola a Intendencia de Buenos Aires, que abarcava a cidade e a campanha, tinha sido governada pelo Cabildo. Em 1820 foi constituída como tal a Província de Buenos Aires, com a cidade como sua capital. Uma lei de 1821, durante o governo de Martín Rodríguez, dispôs a exclusão dos cabildos "até que a representação cria oportuno estabelecer a lei geral das municipalidades", pelo que a cidade passou a depender directamente das autoridades provinciais.

### A lei de Capitalização de Rivadavia
Em 1826, durante a presidência de Bernardino Rivadavia, o Congresso dominado pelos unitários ditou uma lei de Capitalización que dispôs que a cidade e uma ampla região circundante ficasse "baixo a imediata e exclusiva direcção da Legislatura Nacional e do Presidente da República". O território a nacionalizar estava estabelecido no artigo 6 da lei:

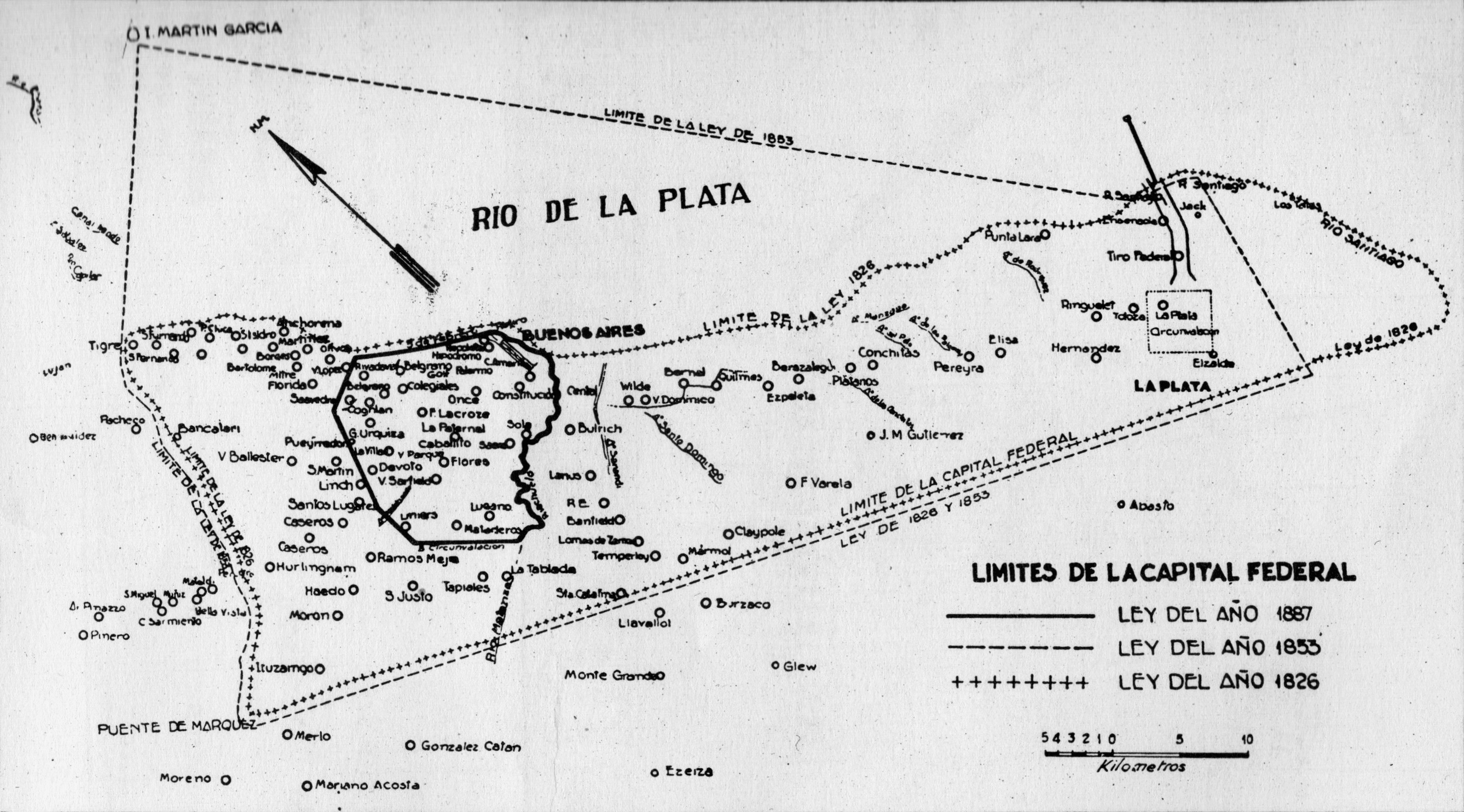
Plano onde se apreciam os limites do território capitalizado (linha de cruzes).

Ante a resistência do governador Juan Gregorio das Heras, quem enviou a questão à Junta de Representantes, Rivadavia decretou a extinção da Província de Buenos Aires, todo cujo território passou então a depender do poder central. A decisão acordou uma forte rejeição dos ganadeiros bonaerenses e é considerada uma das medidas centralistas que precipitaram a queda de Rivadavia. Depois de sua renúncia o Poder Executivo Nacional cessou em sua existência, a lei de Capitalización perdeu vigência e foi restabelecida a Província de Buenos Aires.
Durante todo o período posterior, até 1852, a cidade foi administrada diretamente pelo governador provincial.

### Decreto de Urquiza de organização da Municipalidade de Buenos Aires
Depois de seu triunfo sobre Juan Manuel de Rosas na batalha de Caseiros, Justo José de Urquiza assinou um decreto de criação da Municipalidade abarcando as 20 parroquias que então compunham a cidade. Nos considerando expressa-se que "[...] a mesma lei que extinguiu o ilustre Cabildo e Prefeitura da primeira cidade de Buenos Aires, reconheceu e reservou para tempo oportuno, a reconstrução da Municipalidad representativa em que devíamos viver". O texto menciona o estado de abandono em que encontrar-se-iam a cidade e suas instituições produto da tiranía de Rosas:
No decreto, Urquiza considerava "que é próprio e digno que a cidade de Buenos Aires faça o ensaio de uma instituição tão benéfica, [...] que consiste em deixar os negócios peculiares à livre administração dos que têm interesse neles e mais capacidade para os dirigir".
A instituição estaria composta por 21 municipais e um presidente. Os integrantes da Municipalidade seriam eleitos com o mesmo princípio que os deputados do Congresso e o presidente municipal seria designado, junto a dois suplentes, pelo Presidente da Confederação. A Municipalidade funcionaria dividida num Conselho de Administração, Governo e Ordem integrada pelo presidente, os dois suplentes, três municipais, dois visitadores fiscais e um secretário; e cinco comissões integradas pelos municipais a cargo de Segurança, Higiene, Educação, Obras Públicas e Fazenda.
Por outra parte, estabelecia-se que pertenciam à Municipalidade "as casas de temporalidades e os demais bens do extinguido Cabildo", bem como todos os terrenos públicos "baldios, alugados ou em enfiteuses", e as rendas pagas pelo distrito municipal a exceção de correios e aduanas. Também ficava habilitada a Municipalidade para estabelecer impostos diretos, multas e portagens com aprovação do Congresso Nacional.

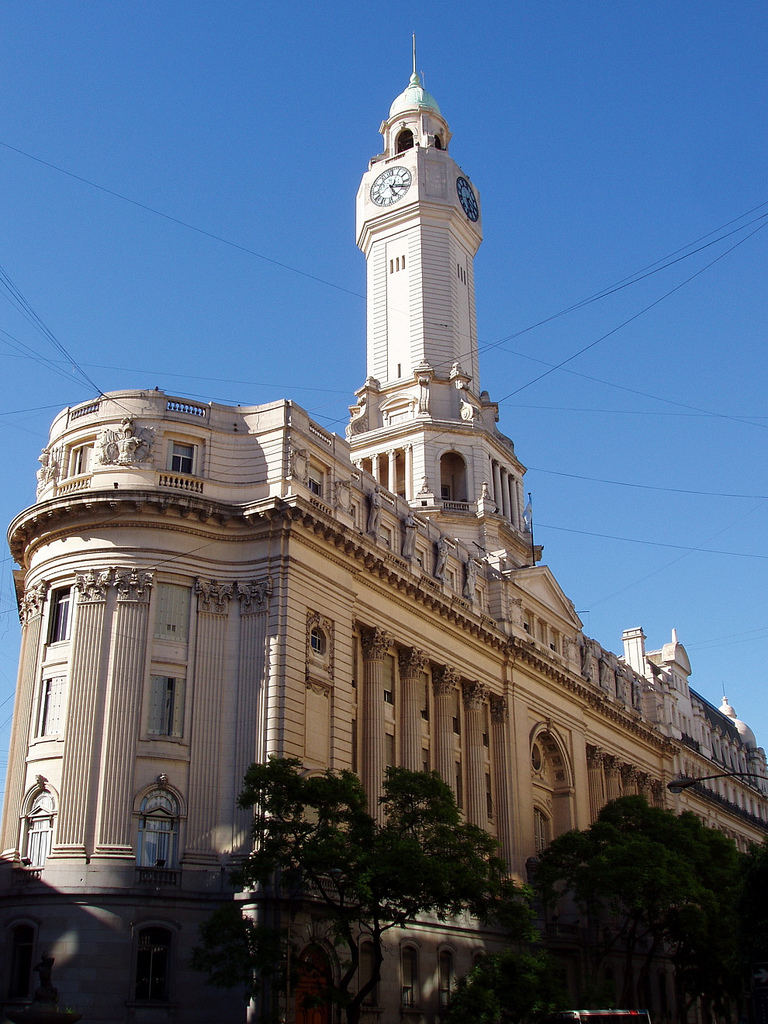
O Palácio do Concejo Deliberante, inaugurado em 1931, alojó durante os anos em que o organismo não funcionou à Secretaria de Trabalho e Previsão (1943-1946) e à Fundação Eva Perón (1947-1955).

### A reforma constitucional de 1994 e a substituição da MCBA
Um acordo entre cúpulas conhecido como Pacto de Oliveiras permitiu a convocação a uma reforma constitucional em 1994, ocasião em que a Convenção Nacional Constituinte tratou a questão de um novo marco institucional especial para a Capital Federal que permitisse a eleição direta de suas autoridades e faculdades próprias de legislação. Segundo afirmou então Raúl Alfonsín, "a cidade de Buenos Aires não será uma província em sentido estrito nem também não um município, sina uma cidade-estado autónoma, assento do governo federal".
Tratou-se de um dos temas mais álgidos do debate, já que ainda que se lembrou o estabelecimento de uma Cidade Autónoma os governadores peronistas se opunham a assimilar as concorrências da Cidade de Buenos Aires às de uma província. A solução de compromisso foi delegar muitas das questões conflitivas em leis posteriores ou na redação do Estatuto que deveria se dar a nova entidade. A lei 24588 de 1996, conhecida como lei Cafiero por seu principal impulsor, o dirigente do peronismo bonaerense e ex-governador da Província Antonio Cafiero, estabeleceu uma série de limitações ao futuro Governo da Cidade de Buenos Aires em cumprimento do artigo 129 da Constituição reformada: "Uma lei garantirá os interesses do Estado nacional, enquanto a cidade de Buenos Aires seja capital da Nação".
Em 1996 uma convenção convocada ao efeito sancionou o Estatuto Organizativo da Cidade Autónoma de Buenos Aires, que os convencionais denominaram Constituição. Também durante sua discussão se produziram importantes desacordos entre as forças políticas, já que muitos dos postulados faziam uma forte defesa da autonomia e iam inclusive para além do previsto na Constituição de 1994. O artigo 7 estabelece à Cidade Autónoma como continuadora dos direitos e obrigações da Municipalidade da Cidade de Buenos Aires:
Em 1996 realizaram-se as primeiras eleições para Chefe de Governo —carrego que substituiu ao Intendente Municipal—. O antigo Concelho Deliberante cessou em suas funções o 10 de dezembro de 1997, sendo substituído pela Legislatura da Cidade de Buenos Aires. O traspasso da Justiça de alcance local, por sua vez, tem sido objeto de numerosas vicissitudes e continua até a atualidade.